# Ramón Navarrete
Ramón de Navarrete y Fernández y Landa (Madrid, c. 1818-Madrid, 1897) fue un periodista, cronista de sociedad y escritor español.

## Biografía
Nacido según la fuente en 1818 o el 11 de marzo de 1820, en Madrid, dirigió La Gaceta, en la que entró como redactor a los quince años de edad. Cultivó el género costumbrista, del que sus principales representantes son Ramón Mesonero Romanos, Serafín Estébanez Calderón y Mariano José de Larra.
Como periodista usó con asiduidad los pseudónimos de "Alma viva" y "Asmodeo". Bajo este último, y como cronista social de la época, publicó en La Ilustración Española y Americana diversos artículos denominados "Los salones de Madrid", en los que describía con profusión de detalles las veladas que tenían lugar en las casas de la aristocracia de la corte, a las que acudían "los personajes más ilustres y los literatos más eminentes del reino." Aparece bajo el nombre de "Pedro López", el cronista de saraos, en la novela Pequeñeces del padre Luis Coloma.
Con otros pseudónimos ("Leporeyo", "José Núñez de Lara y Tavira", "Marqués de Valle Alegre", "Mefistófeles" y "Pedro Fernández") colaboró en publicaciones periódicas como El Heraldo, Semanario Pintoresco Español, El Faro, La Época, El Día, La Correspondencia de España, El Correo, El Bazar, La Moda Elegante, La Ortiga, Las Novedades, El Diario Español, El Siglo XIX y La Crónica,
Especialmente leídas y comentadas eran sus ecos de sociedad o, como se decía en la época, crónicas de salones en el diario La Época (1849-1936) del que fue el primer director. Al respecto, el escritor y poeta Eusebio Blasco, en el prólogo de El crimen de Villaviciosa, relato que Navarrete publicó en 1883, escribió:

Las crónicas de Navarrete, reunidas en tomos, serían la historia de nuestro mundo de Madrid y un arsenal de noticias curiosas. ¡Cuántos cambios en la fortuna! ¡Qué almacén de dramas, comedias y novelas! Si yo fuera rico, le ofrecería á Asmodeo mi fortuna para publicar esos sesenta u ochenta tomos de Crónicas madrileñas, que una vez dados a luz no tendrían precio.

Benito Pérez Galdós lo calificaba como «el gran crítico de la sociedad» y en la novela Juanita la Larga de Juan Valera este decía de él que era el mayor conocedor de la aristocracia y sus costumbres. También ha sido referido como «el primer cronista del corazón» en el país.
En cuanto a sus trabajos literarios, escribió diversas piezas de teatro y varias novelas, entre las que cabe citar: Creencias y desengaños (1843), Madrid y nuestro siglo (1845), Misterios del corazón (1849) y El crimen de Villaviciosa (1883), Verdades y ficciones etcétera. Además compuso dramas, comedias, juguetes y libretos de zarzuela y arregló para la escena española gran número de obras dramáticas francesas. Falleció el 25 de abril de 1897.

## Obras

### Novelas
- Creencias y desengaños (1843)
- Madrid y nuestro siglo (1845)
- Misterios del corazón (1849)
- El crimen de Villaviciosa (1883)[5]
- Verdades y ficciones

### Teatro
- Emilia
- Don Rodrigo Calderón
- Mujer gazmoña y marido infiel
- Los Pavos Reales
- La Soirée de Cachupín
- Las Gracias de Gedeón
- Los Dóminos Blancos